# Vincent Taylor (teólogo)
Vincent Taylor FBA (1887–1968) fue un erudito y teólogo bíblico metodista. Fue elegido miembro de la beca de la Academia Británica en 1954, especializándose en teología. Durante su carrera, fue director del Wesley College, Headingley, Leeds y, de 1930-1958, Profesor Ferens de Lengua y Literatura del Nuevo Testamento allí. También fue examinador en teología bíblica, Universidad de Londres. Se lo describe como "uno de los eruditos destacados del Nuevo Testamento de su época y teólogo de gran renombre e influencia" con una producción literaria "inmensa". Según la Academia Británica, sus principales publicaciones fueron Jesus and his sacrifice: a study of the Passion-sayings (1937), The atonement in New Testament teaching (1940) y The Gospel according to St Mark (1952).Durante esta última obra argumenta que además de una comunidad el texto del evangelio pide casi necesariamente un testigo.